# Central Professional Hockey League 1967/68
Die Saison 1967/68 war die fünfte reguläre Saison der Central Professional Hockey League. Die acht Teams absolvierten in der regulären Saison je 70 Begegnungen. Die Central Professional Hockey League wurde in zwei Divisions ausgespielt. Das punktbeste Team der regulären Saison waren die Oklahoma City Blazers, während sich die Tulsa Oilers in den Finalspielen um den Adams Cup durchsetzten.

## Teamänderungen
Folgende Änderungen wurden vor Beginn der Saison vorgenommen:
- Die Memphis Wings wurden nach Fort Worth, Texas, umgesiedelt und änderten ihren Namen in Fort Worth Wings.
- Die St. Louis Braves wurden nach Dallas, Texas, umgesiedelt und änderten ihren Namen in Dallas Black Hawks.
- Die Kansas City Blues wurden als Expansionsteam in die Liga aufgenommen.
- Die Memphis South Stars wurden als Expansionsteam in die Liga aufgenommen.

## Reguläre Saison

### Abschlusstabellen
Abkürzungen: GP = Spiele, W = Siege, L = Niederlagen, T = Unentschieden, OTL = Niederlage nach Overtime, GF = Erzielte Tore, GA = Gegentore, Pts = Punkte
| Northern Division   | GP | W  | L  | OTL | GF  | GA  | Pts |
| ------------------- | -- | -- | -- | --- | --- | --- | --- |
| Tulsa Oilers        | 70 | 37 | 22 | 11  | 278 | 241 | 85  |
| Kansas City Blues   | 70 | 31 | 29 | 10  | 249 | 243 | 72  |
| Memphis South Stars | 70 | 24 | 34 | 12  | 206 | 244 | 60  |
| Omaha Knights       | 70 | 14 | 46 | 10  | 167 | 272 | 38  |

| Southern Division     | GP | W  | L  | OTL | GF  | GA  | Pts |
| --------------------- | -- | -- | -- | --- | --- | --- | --- |
| Oklahoma City Blazers | 70 | 38 | 20 | 12  | 245 | 174 | 88  |
| Fort Worth Wings      | 70 | 34 | 25 | 11  | 245 | 199 | 79  |
| Dallas Black Hawks    | 70 | 30 | 29 | 11  | 230 | 251 | 71  |
| Houston Apollos       | 70 | 28 | 31 | 11  | 220 | 216 | 67  |

## Adams-Cup-Playoffs

### Erste Runde
- (N1) Tulsa Oilers - (S1) Oklahoma City Blazers 4:3
- (N2) Kansas City Blues - (N3) Memphis South Stars 3:0
- (S2) Fort Worth Wings - (S3) Dallas Black Hawks 3:2

### Zweite Runde
- (N1) Freilos für die Tulsa Oilers
- (S2) Fort Worth Wings - (N2) Kansas City Blues 3:1

### Finale
- (N1) Tulsa Oilers - (S2) Fort Worth Wings 4:0